# Varmaraf
Varmaraf es una compañía islandesa de termoelectricidad que aprovecha la situación ventajosa que presenta Islandia al disponer de una abundante fuente de energía geotérmica debido a sus peculiares características geológicas. Gracias a los denodados esfuerzos de investigación la compañía ha sido capaz de presentar generadores termoeléctrica sofisticados a nivel mundial.  
Creada en diciembre de 1999 por Guðlaugur Kristinn Óttarsson, Pétur Pétursson y Reynir Arngrímsson compartiendo un tercio de las acciones, el grupo se amplió con el Dr. Þorsteinn Sigfusson en marzo de 2000 balanceando a un cuarto por miembro, la distribución de acciones.

El grupo se encargó de los asuntos de propiedad intelectual, y hacia finales de 2001, la compañía quedó establecida dentro de las premisas de Energy Reykjavk (la compañía de abastecimiento de electricidad y calefacción mediante agua geotérmica y agua fría) y tenía a New Business Venture Fund (Nýsköpunarsjóður Atvinnulífsins) como el principal accionista. El director gerente de Varmaraf es el Dr. Árni Geirsson.
El personal de Varmaraf se compone de ingenieros con niveles de doctorado y licenciatura; el trabajo se lleva a cabo en instalaciones alquiladas al Instituto de Tecnología IceTec, en donde se dispone de un ambiente ideal para seminarios, con la presencia de una biblioteca y una comunidad de expertos en disciplinas técnicas.
El objetivo principal de Varmaraf es el desarrollo de intercambiadores de calor fluido/fluido, teniendo en cuenta las aplicaciones geotermales y con exceso de calor. En una placa de intercambiador de calor ordinario, una sola hoja de metal separa a los fluidos calientes y fríos. Esta hoja es por lo general corrugada para la inducción de turbulencia que facilita la transferencia de calor en la región fluido-placa. En la conversión de energía térmica en electricidad de estado sólido, se necesita un intercambiador de calor especial, el cual implica muchos desafíos.
- En vez de utilizar una hoja única para la separación de fluidos, el calor necesita fluir a través de un módulo de estado sólido con conductividad térmica limitada y dos hojas metálicas. Esto implica que el flujo debe ser muy lento lo que significa que hay una considerable diferencia de temperatura entre la pared del canal y el núcleo del flujo.

- Muchos problemas relacionados con los módulos de estado sólido dificultan el uso de la geometría superficial para la inducción de la turbulencia necesaria para el intercambio de calor, lo que ocasiona un aumento en los costos de manufactura y un subsiguiente aumento en el volumen de los dispositivos.

Pero el diseño de los intercambiadores de calor de Varmaraf supera de forma efectiva estos desafíos manteniendo bajo los costos.

Varmaraf se vale de modelos matemáticos para predecir, analizar y economizar el desempeño de sus intercambiadores de calor.
La compañía también trabaja en el desarrollo de dispositivos para el almacenamiento de hidrógeno debido a la importancia de este gas como transportador de energía. Ciertas aleaciones de metales tienen la propiedad de absorber hidrógeno al acomodar los átomos de este gas dentro de su estructura molecular, de esta forma se puede almacenar más hidrógeno de esta forma por unidad de volumen que en forma de hidrógeno líquido. La gran ventaja de este sistema es que se lleva a cabo a presiones y temperaturas seguras a diferencia del estado criogénico o de compresión ultra alta.
La absorción y expulsión del hidrógeno es lograda mediante el calentamiento y enfriamiento del hídrico en una cámara de presión, donde el hídrico tiene está expandido en una forma aproximadamente plana para facilitar su expansión volumétrica.

Los dispositivos de almacenamiento de hidrógeno pueden ser modificados para funcionar como bombas de calor o compresores de hidrógeno. De allí la importancia de la tecnología de Varmaraf.

## Desarrollo de Varmaraf
La compañía desarrolló una pequeña unidad térmica para el laboratorio de hidrógeno en el Instituto Científico de la Universidad de Islandia, dirigido por Bragi Arnason, para convertir agua en hidrógeno.
El 3 de enero de 2003 Varamaraf muda su sede central ubicada en Energy Reykjavík para instalarse en las instalaciones del Instituto de Tecnología IceTec, facilitando el desarrollo de las investigaciones en la compañía gracias a que las instalaciones están especialmente diseñadas para tal efecto.

También en enero de 2003, Varmaraf comienza a trabajar en un proyecto junto a Alfa Laval, compañía sueca líder en la construcción de intercambiadores de calor, para investigar la factibilidad de generación local de electricidad al usar las diferencias de temperaturas que ofrece el medio ambiente del intercambiador de calor.
El 3 de marzo, Varmaraf y Power Chips Pic firman un Memorando de Compromiso para lograr obtener un método superior de conversión de energía para aplicaciones geotérmicas, que incluye no solo la producción de energía geotérmica, sino también una planta para la recuperación de pérdida de calor, la recuperación de pérdida de calor industrial y aplicaciones en motores marinos. (para más información: https://web.archive.org/web/20050204134343/http://varmaraf.is/engl/Press1.htm).
Japan Steel Works, Ltd (JSW), la compañía de acero japonesa, se une a Varmaraf para el desarrollo de la tecnología del hidrógeno, cuyas aplicaciones incluyen el almacenamiento de hidrógeno, bombas de calor, compresores de hidrógeno, entre otras cosas.
Actualmente la compañía está en posesión compartida entre islandeses y japoneses.